# Цзиньша (археологическая зона)
Цзиньша (кит. 金沙, пиньинь Jīnshā, палл. Цзиньша) — археологическая зона в китайской провинции Сычуань. Расположено в Чэнду в районе Цинъян, у реки Моди (摸底河). Название произошло по имени соседней улицы. Улица названа по имени реки Цзиньша.
Находкам в Цзиньша посвящён музей в городе Чэнду.
В 2001 году во время строительных работ неожиданно были обнаружены ценные археологические находки. Зона была защищена для раскопок, а позже преобразована в музей. Цзиньша находится в 50 км от знаменитой культуры Саньсиндуй. Расцвет поселения датируют около 1000 года до н. э., объекты могильников схожи с саньсиндуйскими. Найдены предметы из слоновой кости, нефрита, бронзы, золота, резьба по камню. Однако у поселения не было городской стены. Культуру Цзиньша (1200—650 до н. э.) считают заключительным этапом саньсиндуйской культуры, куда переместился политический центр древнего царства Шу.
В музее хранится драгоценный золотой диск "Птицы золотого солнца", который относят к поздней династии Шан.

## Иллюстрации

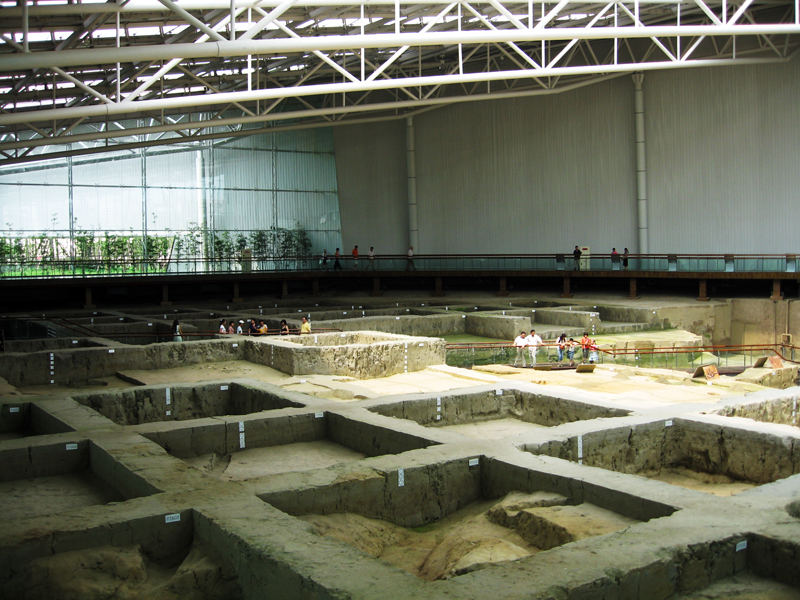
Цзиньша
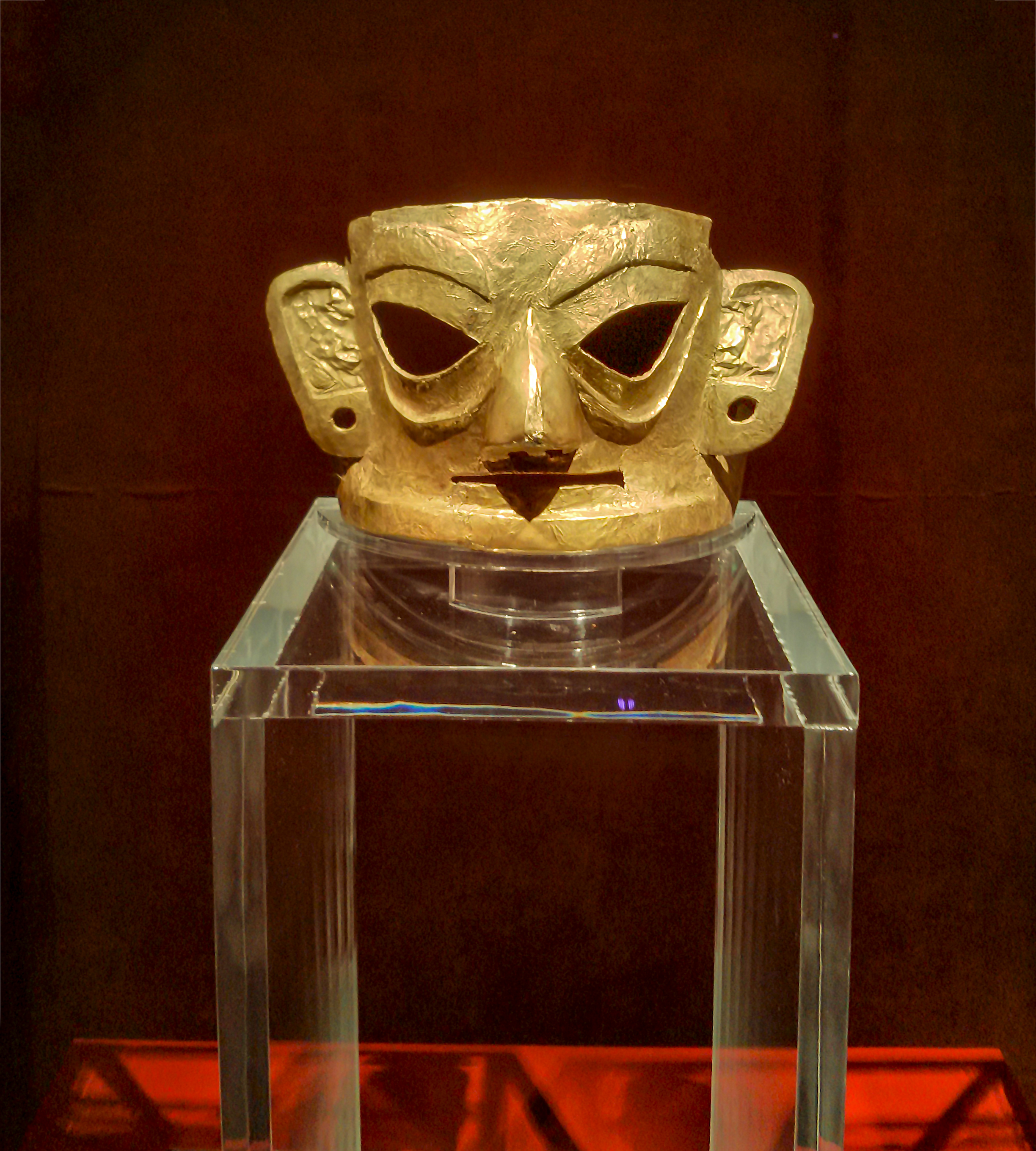
Золотая маска в музее Цзиньша
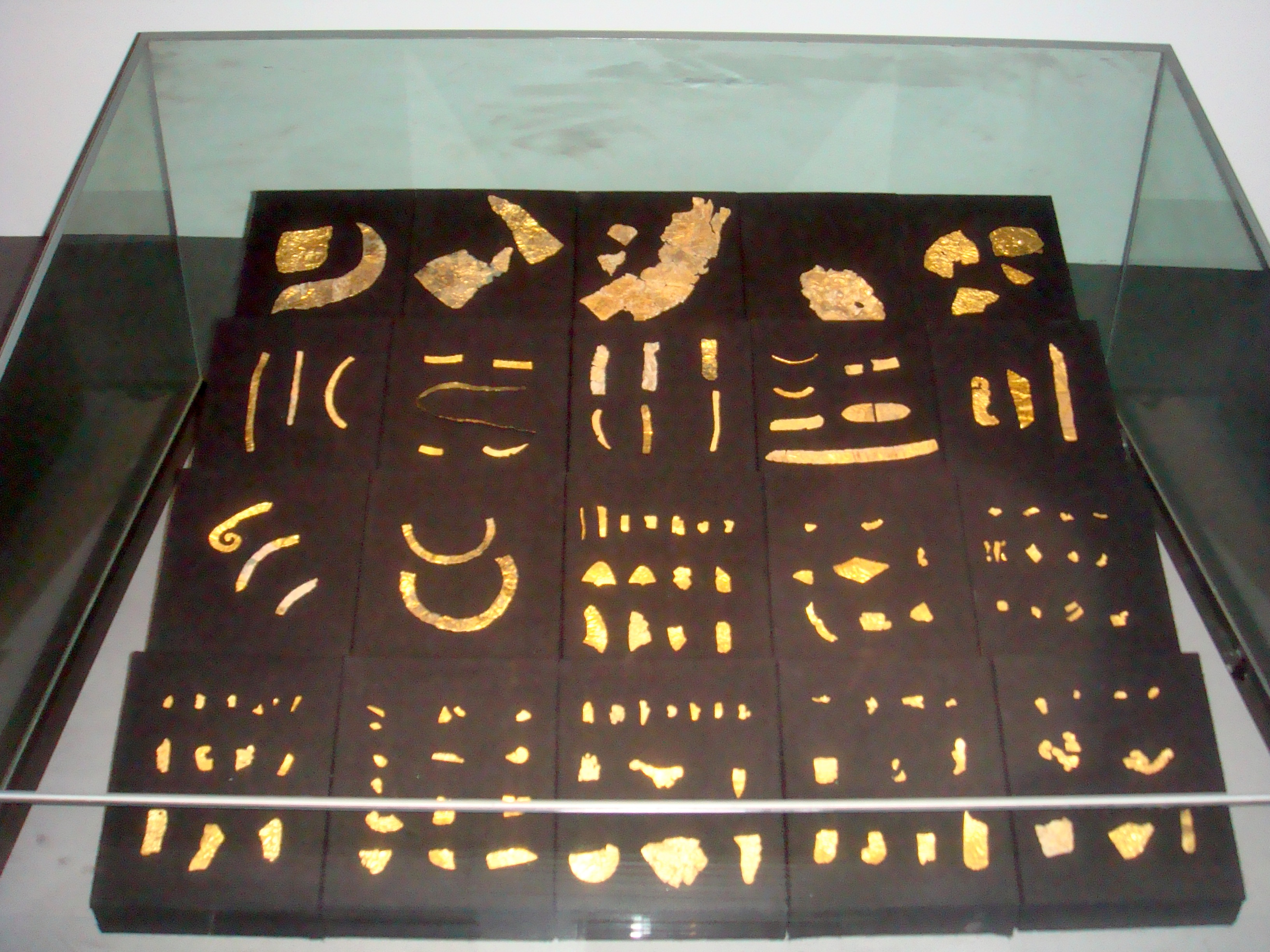
Золотые предметы в музее Цзиньша
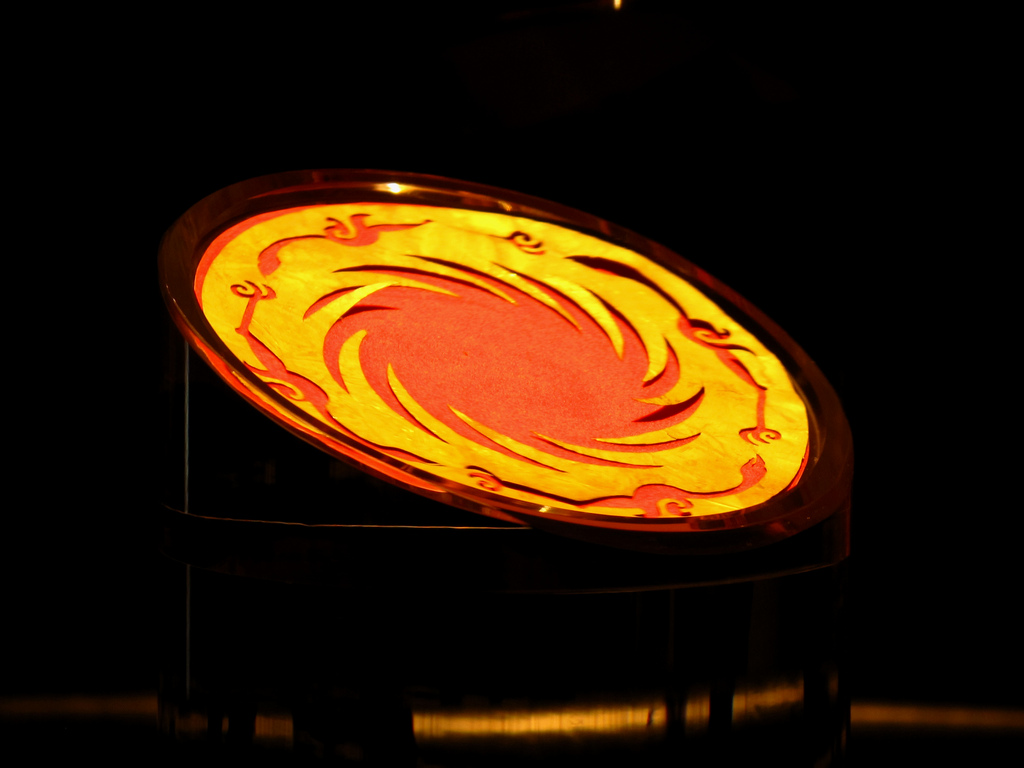
Птицы золотого солнца